# Nécropole nationale de Mourmelon-le-Petit
 (janvier 2016).
Si vous disposez d'ouvrages ou d'articles de référence ou si vous connaissez des sites web de qualité traitant du thème abordé ici, merci de compléter l'article en donnant les références utiles à sa vérifiabilité et en les liant à la section « Notes et références ».
La nécropole nationale de Mourmelon-le-Petit est un cimetière militaire français de la Première Guerre mondiale situé sur le territoire de la commune de Mourmelon-le-Petit, dans le département de la Marne dans la banlieue de Reims.

## Historique
La nécropole de Mourmelon-le-Petit est créée en 1915 après les batailles de Champagne. Une réfection de ce cimetière a été réalisée en 1987.

## Caractéristiques
Le cimetière militaire, qui jouxte le cimetière communal, s'étend sur 8 230 m2 et abrite les tombes de 1 496 soldats français des anciennes colonies françaises tués pendant la Première Guerre mondiale. Ces soldats furent relevés sur les communes de Baconnes, Mourmelon-le-Grand, La Sapinière.
Il y a le corps d'un soldat de la Seconde Guerre mondiale.
Il dépend de la direction régionale des Anciens Combattants et Victimes de guerre se trouvant à la cité administrative de Metz.